# Ljudmyla Arschannikowa
Ljudmyla Leonidowa Arschannikowa (ukrainisch Людмила Леонідова Аржаннікова, wiss. Transliteration Ljudmyla Leonidova Aržannikova; * 15. März 1958 in Kamjanske, Ukrainische SSR) ist eine ehemalige sowjetisch-niederländische Bogenschützin.

## Karriere
Ljudmyla Arschannikowa nahm an drei Olympischen Spielen teil: 1988 belegte sie in Moskau sowohl in der Einzel- als auch der Mannschaftskonkurrenz den vierten Rang. Bei den Olympischen Spielen 1992 in Barcelona gehörte sie zur Delegation des Vereinten Teams, mit dessen Mannschaft sie die Bronzemedaille gewann. Im Einzel erreichte Arschannikowa Rang 21. Nach den Olympischen Spielen 1992 hatte sie zunächst ihre Karriere beendet und war mit ihrem Mann in die Niederlande gezogen, wo dieser in Amsterdam als Wasserballspieler aktiv war. 1996 nahm sie jedoch in Atlanta für die Niederlande nochmals an Olympia teil und schloss das Einzel auf Rang 15 ab. Bei Weltmeisterschaften wurde sie mit der sowjetischen Mannschaft jeweils 1985 in Seoul und 1987 in Adelaide Weltmeisterin, außerdem sicherte sie sich 1985 in der Einzelkonkurrenz und 1991 in Krakau im Mannschaftswettbewerb Silber. Zehnmal wurde Arschannikowa Europameisterin, zudem wurde sie 1984 und 1986 sowjetische Meisterin im Einzel.